# Gudački trio (drama)
Gudački trio (izdan 1972.) je drama Agathe Christie, ujedno i posljednja drama koju je napisala, ali ne i zadnja izdana.
Originalna drama koju je Agatha pisala u svojim starijim godinama (već je imala preko 80. godina) prvobitno je pisana pod nazivom "Gudački kvintet". Nikada nije objavljena. Premijera predstave održana je u Yvonne Arnaud Theatre, u Guilfordu 1. kolovoza 1972. godine. Nikada se nije probila do kazališnih scena Londona. Igrana je svega nekoliko tjedana.